# Sally Dawson

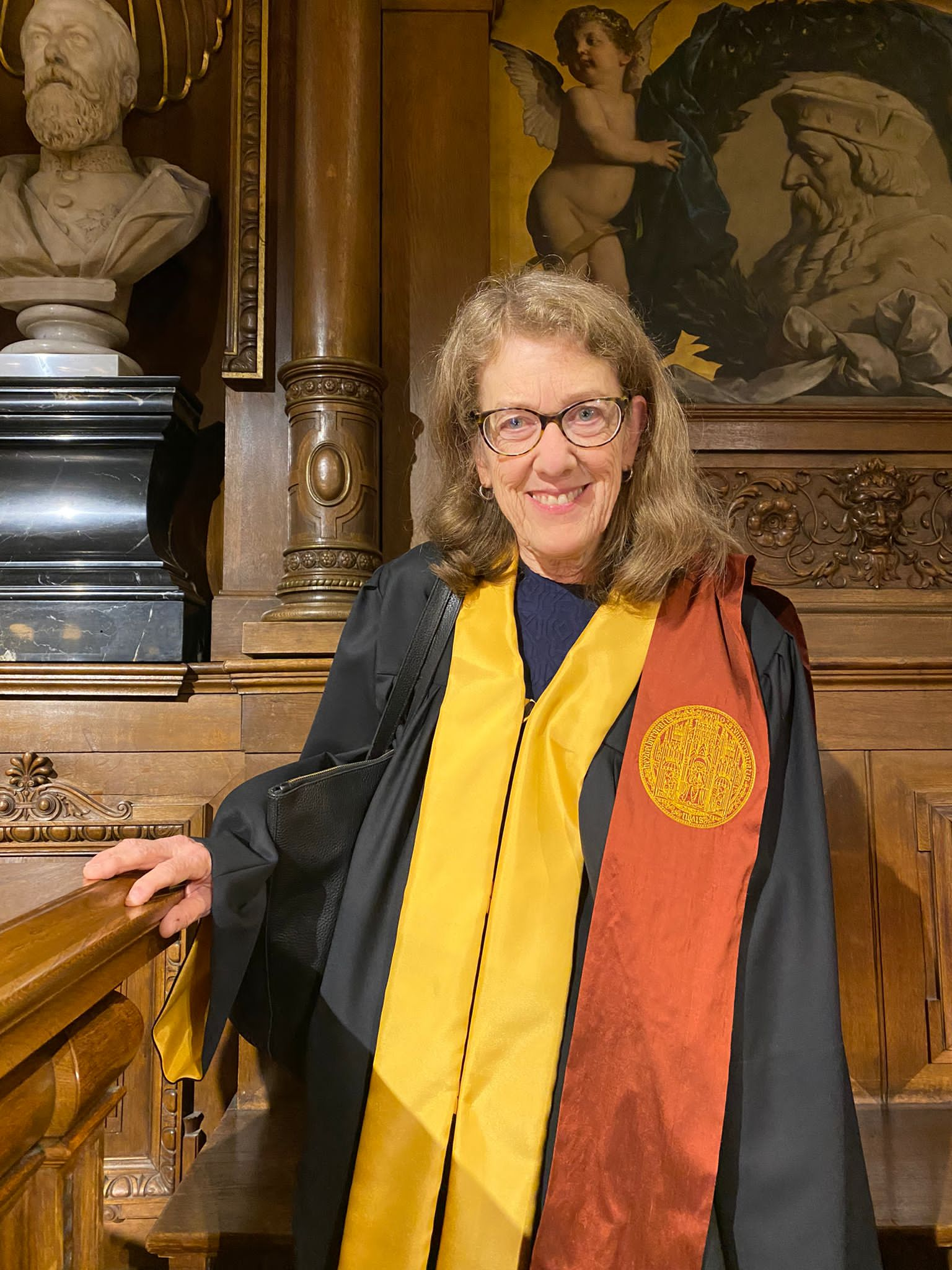
Sally Dawson, 2022

Sally Dawson (* 31. August 1955 in Cleveland, Ohio) ist eine US-amerikanische Physikerin, die sich mit theoretischer Elementarteilchenphysik befasst.
Dawson studierte Mathematik und Physik an der Duke University mit dem Bachelor-Abschluss 1977 und an der Harvard University mit dem Master-Abschluss 1978 und der Promotion 1981. Als Post-Doktorandin war sie am Fermilab (1983 bis 1986) und am Lawrence Berkeley National Laboratory (1981 bis 1983). Ab 1986 war sie am Brookhaven National Laboratory, wo sie 1994 Senior Scientist wurde und 1998 Gruppenleiterin. Ab 2001 war sie auch Adjunct Professor am Brookhaven National Laboratory.
Sie befasst sich insbesondere mit Suche und experimentellen Signaturen des Higgs-Bosons (und erweiterten Modellen zu diesem) und verfasste mit anderen ein einflussreiches Handbuch dazu, das zuerst 1990 erschien.
Sie ist Fellow der American Physical Society und der American Association for the Advancement of Science. 2015 erhielt sie den Humboldt-Forschungspreis. Sie war Vorsitzender der Abteilung Teilchen und Felder der APS und des Fermilab-Beratungskomitees.
2017 erhielt sie den Sakurai-Preis für fundamentale Beiträge zu den Eigenschaften, Reaktionen und Signaturen des Higgs-Bosons, 2019 den Julius Wess-Preis (für 2018). 2022 erhielt Dawson ein Ehrendoktorat der Ruprecht-Karls-Universität Heidelberg.

## Schriften
- mit Howard Haber, Gordon L. Kane, John F. Gunion: The Higg`s Hunters Guide,  Addison-Wesley 1990, Westview Press 2000